# Citharomantis falcata
Citharomantis falcata är en bönsyrseart som beskrevs av Rehn 1909. Citharomantis falcata ingår i släktet Citharomantis och familjen Hymenopodidae. Inga underarter finns listade i Catalogue of Life.